# 百齡橋
百齡橋是臺北市一座跨越社子與士林之間的橋樑，於重陽大橋興建前，與延平橋是唯二進出葫蘆島的橋樑。
百齡橋完工於民國54年，是為紀念國父孫中山先生百年誕辰而命名。為因應當時基隆河道截彎取直，能順利通行新河道而所闢建，是社子、葫蘆堵地區聯外的重要橋梁。